# Maresciallo capo

Fregio da cappello, "fiamma sfuggente" dorata a 13 punte su panno nero per marescialli, ufficiali inferiori e ufficiali superiori dei carabinieri.

Distintivo da braccio detto "omerale", da applicare sulla spalla sinistra, per "Comandante di Stazione".
NB:
Possono diventare, di massima, "Comandante di Stazione" anche marescialli vincitori di concorso interno, e quindi con diversi anni di servizio alle spalle dal grado di maresciallo capo in su.
Non possono, salvo diretta valutazione della scala gerarchica, diventare "comandante di stazione" i marescialli usciti di prima nomina dalla scuola biennale, ora triennale, allievi marescialli.

Il maresciallo capo è il terzo grado dei sottufficiali dell'Esercito Italiano, dei Carabinieri e della Guardia di Finanza ed è superiore al maresciallo ed al maresciallo ordinario e subordinato al primo maresciallo. Il distintivo di grado del maresciallo capo è costituito da tre barrette dorate, ovvero argentate per i Carabinieri. Il grado è equivalente al codice di grado NATO OR-9(Denominazione NATO appartenuta al grado di Maresciallo maggiore prima 1995).

## Storia
Prima del 1995 il grado maresciallo capo era inferiore al maresciallo maggiore. La legge sulla professionalizzazione delle Forze Armate, dello stesso anno, portò nell'esercito alla ridenominazione da maresciallo maggiore (con l'abrogazione di questo) al maresciallo capo e la relativa assunzione grado NATO.
Fino al 1972 i marescialli erano inquadrati in tre livelli gerarchici: maresciallo ordinario, maresciallo capo e maresciallo maggiore ed avevano come distintivo rispettivamente uno, due o tre binari dorati screziati di nero posti in senso verticale sulle controspalline.
All'entrata in guerra dell'Italia nel primo conflitto mondiale i gradi di Maresciallo ordinario, Maresciallo capo e Maresciallo maggiore divennero rispettivamente Maresciallo di compagnia, Maresciallo di battaglione e Maresciallo di reggimento. Nel 1916 venne istituito il grado di "aiutante di battaglia", raggiungibile sia dai sottufficiali che dalla truppa unicamente per meriti di guerra, indipendentemente dal grado rivestito in precedenza.
Negli anni settanta venne aggiunto il grado di maresciallo maggiore aiutante, detto anche più semplicemente maresciallo aiutante o solo aiutante, sovraordinato agli altri gradi, ma sempre subordinato al grado di aiutante di battaglia. Tale grado si distingueva in quanto era raggiungibile tramite promozione a scelta e non per anzianità, ed aveva lo stesso distintivo di grado del maresciallo maggiore, ma con i binari screziati di rosso. Dopo il 1972 per tutti i marescialli i binari erano posti in orizzontale.
Nel 1995 la legge sulla professionalizzazione delle forze armate italiane portò nell'esercito ad una ridenominazione dei gradi dei marescialli in base alla quale si aveva la seguente trasformazione:
- maresciallo ordinario → maresciallo;
- maresciallo capo → maresciallo ordinario;
- maresciallo maggiore → maresciallo capo;
- maresciallo maggiore aiutante → maresciallo aiutante (dal 2001 ridenominato "primo maresciallo");
- maresciallo maggiore aiutante carica speciale → luogotenente (semplice qualifica e non grado a sé stante).

Distintivo per controspallina di maresciallo capo dell'Esercito Italiano
Distintivo per controspallina di maresciallo capo dell'Arma dei Carabinieri

## Comparazione con i gradi delle altre forze armate

Distintivo di capo di 1ª classe della Marina Militare
Distintivo di maresciallo di 1ª classe dell'Aeronautica

## Comparazione con i gradi dei corpi ad ordinamento militare

Distintivo per controspallina di maresciallo capo della Guardia di Finanza

## Comparazione con le qualifiche dei corpi ad ordinamento civile

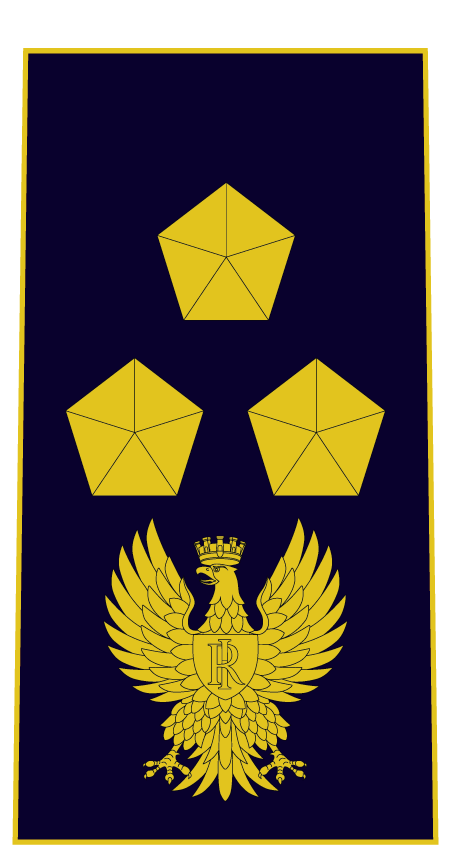
Distintivo di qualifica per controspallina di ispettore capo della Polizia di Stato
Distintivo di qualifica per controspallina di ispettore capo della Polizia penitenziaria
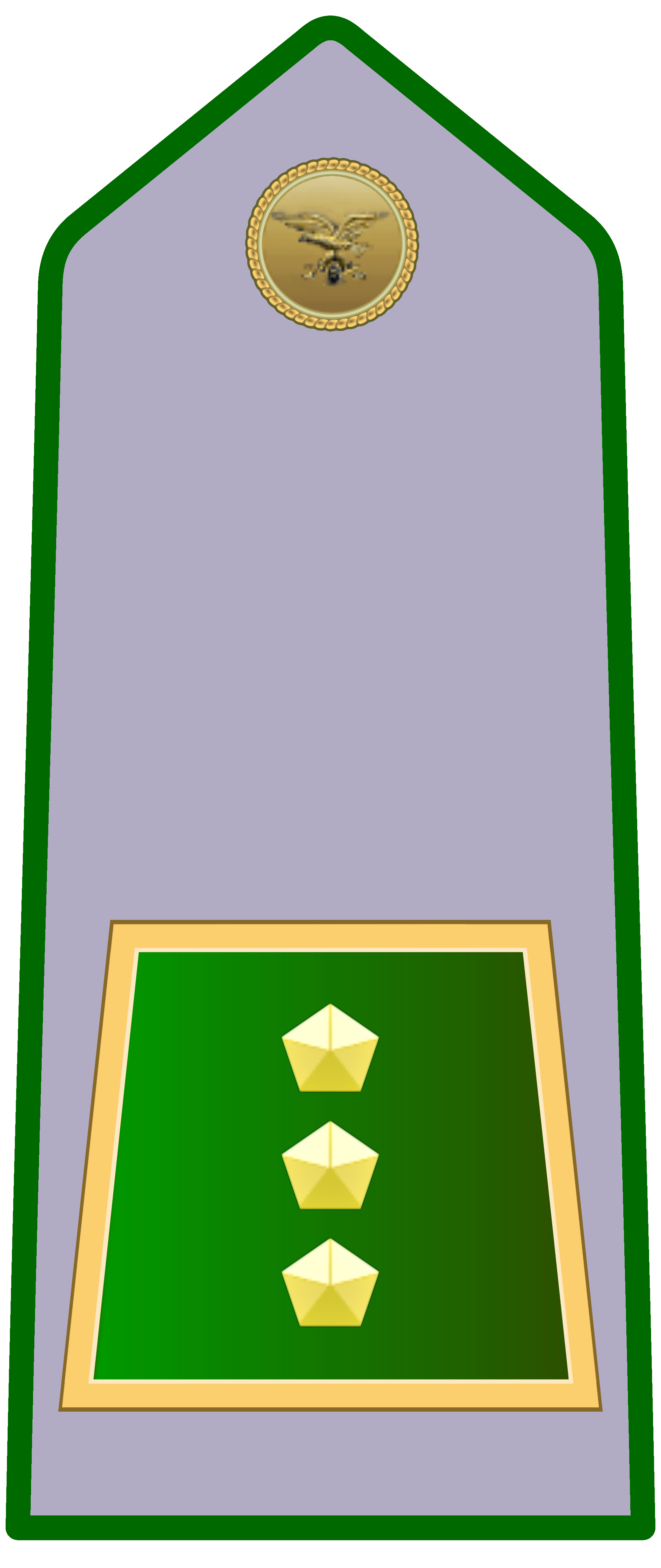
Distintivo di qualifica per controspallina di ispettore capo del Corpo forestale dello Stato
ispettore antincendi esperto del Corpo nazionale dei vigili del fuoco